# Cindy McCain
Cindy Lou Hensley McCain, född 20 maj 1954 i Phoenix, Arizona, är en amerikansk affärskvinna.
Från 17 maj 1980  och fram tills hans död 2018 var hon gift med den amerikanske senatorn och presidentkandidaten John McCain. Hon är styrelseordförande i Hensley & Co., ett företag som sysslar med partihandel i ölbranschen som grundades av hennes far James Hensley. Hon är också delaktig i ett flertal välgörenhetsorganisationer.